# Conciencia (psiquiatría)
La conciencia (del latín conscientia, ‘conocimiento compartido’, y este de cum, ‘con’, y scientĭa, ‘conocimiento’), entendimiento o mundo interior es un conjunto de funciones del cerebro, que se han explicado desde varias perspectivas. Es el conocimiento inmediato que un individuo posee de su existencia, sus actos y el mundo exterior. 
Está relacionada conceptualmente con la cognición, la mente, la psique, la percepción, el razonamiento, la inteligencia, el aprendizaje, la creatividad y otros procesos cognitivos.

## Generalidades

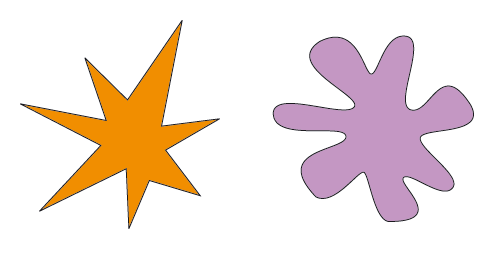
Esta imagen se usa en un test para demostrar que el ser humano no asigna los sonidos a los objetos arbitrariamente. El test es el siguiente: Imagine que una tribu remota llama a una de estas dos formas Booba y a la otra Kiki. Trate de adivinar cuál es cuál y clique en la imagen para valorar su respuesta. Debajo de la respuesta en inglés, aparece la respuesta en español

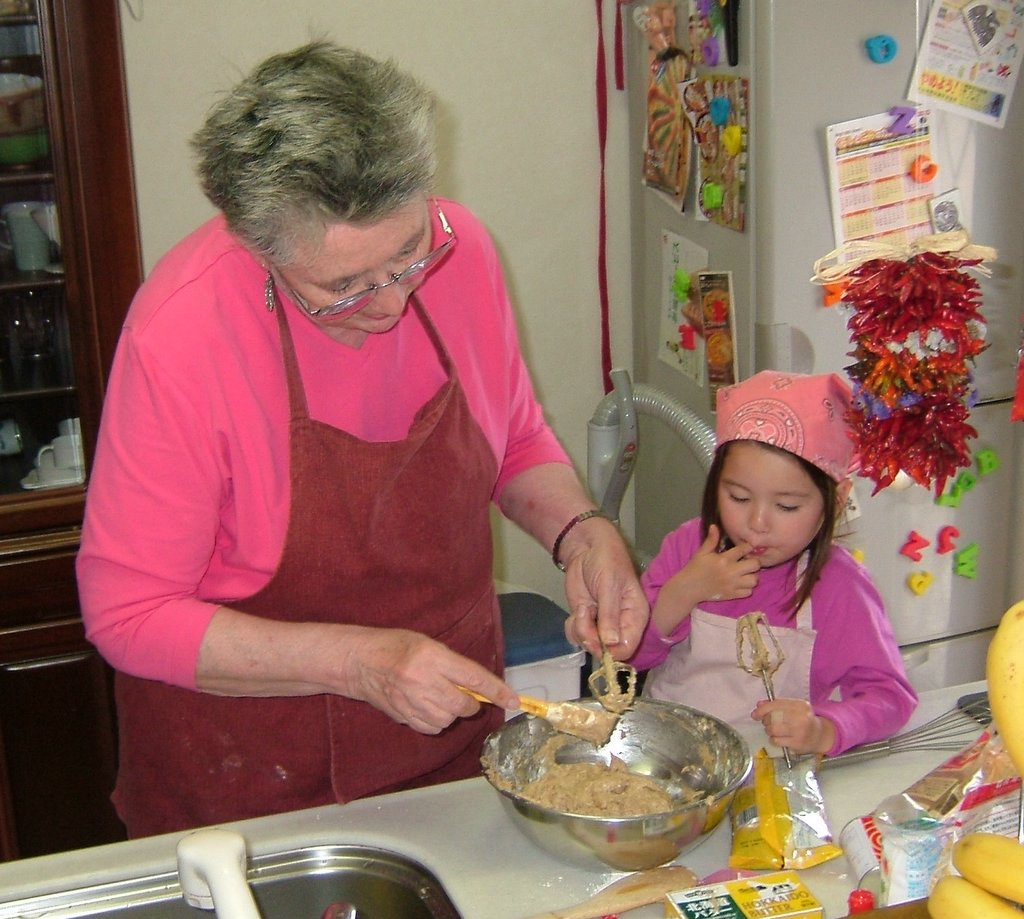
La conciencia es el resultado de los genes y parámetros aprendidos de la experiencia.

Todos sabemos que nuestros sentimientos «colorean» o matizan nuestros procesos mentales. Conocemos múltiples aspectos del cerebro parcelado y sus funciones, pero poco se sabe de las bases científicas de la consciencia o entendimiento. Saber cómo el cerebro tiene conciencia de sí mismo es un reto mayor. Hasta la fecha, los especialistas y científicos tratan de explicar la conciencia desde varias perspectivas biológicas: etología, neurofisiología, neuroanatomía, neurociencia y psicología evolutiva.[cita requerida]
A lo largo de la vida, los seres humanos y otros animales tienen un proceso flexible de cambio psicológico con la edad. Mediante la inteligencia, la memoria y la determinación, los seres vivos necesitan adaptarse al medio en que viven de forma instintiva. Los humanos son el estudio principal en la «psicología del desarrollo» o «psicología del ciclo vital», pero como consecuencia de la teoría de la evolución biológica, el conductismo y la psicología animal relacionada con la psicología comparada estudian el comportamiento de los animales (etología), sus capacidades psicológicas, sus habilidades, su aprendizaje y su conducta relacionada con los rasgos físicos de cada especie. Esos cambios a lo largo de la vida de los seres vivos pueden ser explicados a través de factores como el cambio biológico del cuerpo del individuo, la madurez sexual, los impulsos biológicos, la herencia o el ambiente.
En las complejas funciones mentales, intervienen muchas zonas del cerebro microscópicamente discretas: tan importante es «dónde» ocurre la actividad neurológica como el «modo de» realizarse. Numerosos casos estudiados de lesión cerebral han mostrado que el daño en áreas específicas del cerebro (por ejemplo, el córtex prefrontal anterior) resulta en la reducción o eliminación de las inhibiciones, con su correspondiente cambio radical en los modelos de comportamiento. Cuando el daño se presenta en adultos, quizá todavía son capaces de actuar con parámetros morales de razonamiento, pero cuando ocurre durante la infancia, quizá nunca lleguen a desarrollar tal habilidad.[cita requerida]
Con técnicas de resonancia magnética, drogas de estructura molecular similares a las estructuras moleculares de los neurotransmisores cerebrales, el estudio de las lesiones cerebrales y nuevas tecnologías, se ha mostrado de qué modo se organiza la memoria, en qué zonas del cerebro se producen las imágenes, cómo los individuos diferencian unos objetos de otros, cuál es la región cerebral de las decisiones, cómo se comportan los neurotransmisores, el papel de procesos fisiológicos en el desarrollo de trastornos mentales y, en general, las bases biológicas de la psiquis humana, incluyendo la ética, que tiene lugar en la corteza cerebral, el sistema límbico, el locus cerúleo, etc.[cita requerida]
La conciencia engloba a varios procesos mentales, entrelazados o no, que no han sido descifrados por completo por la fisiología. Es un conjunto de funciones con diferentes grados de desarrollo, que entre otras, catalogan las cosas como buenas o malas. Otra función importante y más desarrollada de la conciencia es la función de la razón. La conciencia permite el raciocinio, lo que en conjunto dota al individuo de voluntad sobre las cosas en que emplea sus recursos, y de capacidad de recordar, que le permitirá refinar futuras acciones o la capacidad de transmitir a los demás. Con todo ello, en suma, dota de voluntad al individuo.
La conciencia empuja a diferentes personas en direcciones bastante diferentes según sus creencias. Esto demuestra que tiene una doble naturaleza instintiva (genéticamente determinada) y aprendida. Mientras que las distintas capacidades de la conciencia están determinadas genéticamente, la elección de las materias de su interés es aprendida o adquirida por impronta (véase hemisferio cerebral, psique, neurobiología y psicobiología).
Los variados procesos de la conciencia difieren, teniendo muchos de ellos las pautas marcadas genéticamente (instintivas). Como demuestra el hecho que muchas características de la conciencia son comunes a todas las personas con independencia de la sociedad en que se eduquen o que coinciden por grupos específicos como los zurdos, los sexos etc. Por ejemplo, muchas personas zurdas tienen dificultad para adaptarse a un mundo en donde todo está al revés, viéndolo desde el punto de vista del zurdo.
Es decir, la conciencia es el resultado de varios procesos cerebrales, establecidos genéticamente, de los cuales, algunos aprenden parámetros con los que se identifica el individuo, adoptados de la sociedad humana, y de la experiencia.
Científicos británicos y estadounidenses están ideando en la Universidad de Cambridge un ordenador emocionalmente consciente que sea capaz de detectar los pensamientos individuales a partir de ciertas expresiones y movimientos faciales. La idea es usar la información acerca del estado emocional de un individuo, tanto para mejorar las habilidades de conducción como para hacer publicidad de acuerdo con su intención de compra.[cita requerida]

## Fisiología
Charles Scott Sherrington, fisiólogo de principios del siglo XX describió el funcionamiento del cerebro como «un patrón efímero, siempre significativo, aunque nunca fijo, con una armonía dinámica de pequeños patrones, que funcionan como un telar».[cita requerida]
Alrededor de cien mil millones de células constituyen el sistema nervioso central. La mayoría se encuentran en la corteza cerebral de los hemisferios.
La superficie de cada hemisferio contiene las células que elaboran los códigos neuronales que provienen de los sentidos. Tales códigos envían información sobre estímulos ambientales, a las áreas receptoras de la corteza, donde la información es procesada por columnas de células y transferida a las áreas de asociación, adyacentes, de modo que pueda combinarse con informaciones procedentes de la memoria, de los sentidos y de otras áreas cerebrales.
La combinación de la información de estas diferentes fuentes y su elaboración por la corteza cerebral, produce el fundamento de la conciencia.
Para el mantenimiento de la conciencia, las células de la corteza cerebral se mantienen en un estado de excitación continua por la formación reticular, grupo de células del tronco del encéfalo. Estas células reticulares están tan extensamente conectadas que tienen una amplia influencia sobre la corteza y ellas mismas son estimuladas por impulsos nerviosos procedentes de distintas partes del cuerpo.
Si la estimulación de la formación reticular disminuye cortando la entrada de información sensorial, colocando, por ejemplo, a un individuo en una habitación oscura, sin ningún ruido y con las manos y los pies cubiertos por guantes de lana gruesa, entonces la excitación de la corteza cerebral cambia y la calidad de la consciencia se modifica. Este individuo tanto puede estar inconsciente, dormido o alucinando, viendo, oyendo o percibiendo estímulos que realmente no se producen. (Véase Estado de conciencia).
En ambos hemisferios cerebrales se hallan los lóbulos frontales, delante del área premotora de la corteza cerebral. Esta área, aparte de ocuparse de elaborar patrones de movimiento, se ocupa de sistemas de ordenación aún más complejos, cuya función es la de crear patrones a partir de otros: La planificación, la valoración y el control de la personalidad. Hay diferentes sistemas con diferentes niveles de complejidad, los más simples representados por reflejos y controlados únicamente por células nerviosas de la médula espinal en la columna vertebral, que se responsabilizan de que cuando un grupo de células se estimula, el grupo opuesto reaccione.
Es la interacción armoniosa entre varios sistemas la que controla y produce la conciencia, excepto los niveles más simples, que son reflejos, todos los demás son aprendidos por el individuo a partir de unas estructuras físicas que genéticamente tienden a valorar la información de maneras distintas determinadas quizá por los genes: subjetivamente y objetivamente.
A partes del cuerpo que ejecutan acciones precisas para el ser vivo, como el oído, el olfato, la vista o el tacto (de las manos en el caso del ser humano) les corresponden un mayor número de células cerebrales en detrimento de otras zonas de mayor tamaño físico pero menos necesarias para la vida.
Se han identificado tres grandes sistemas integradores en el cerebro:
- El sistema reticular activador está ubicado en el tronco del encéfalo. Se compone de cientos de neuronas de axones cortos que forman un complejo nervioso denso e intrincado de vías delimitadas.
- El sistema límbico.
- El hipotálamo.

## Conocimientos empíricos

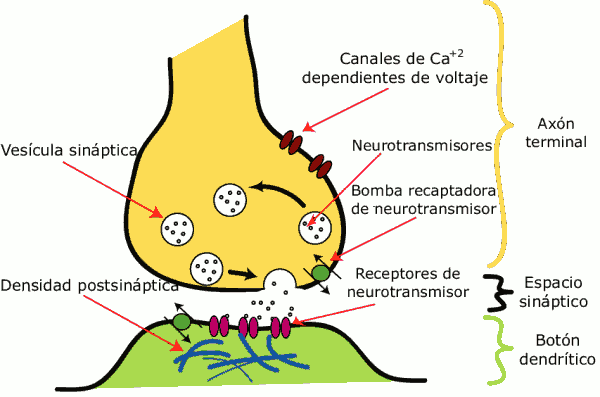
La sinapsis permite a las neuronas comunicarse entre sí, transformando una señal eléctrica en otra química.

El cerebro, un sistema de transferencia de cargas eléctricas, es una solución salina de cloruro sódico, donde los iones de potasio, calcio, etc., juegan un papel importante, interrelacionándose con los neurotransmisores. Hasta el punto, que si los niveles de la solución salina no son los adecuados, la transmisión eléctrica neuroquímica cesa y se produce el deterioro celular, apareciendo fenómenos por degeneración celular como el Parkinson o el Alzheimer. Se cree que la eficacia de las sales de litio empleadas en el tratamiento de la depresión se debe al desplazamiento del sodio aunque se desconoce el mecanismo concreto de actuación.
La compleja red de neuronas que constituye el cerebro humano, interactuando con las hormonas y las demás sustancias neurotransmisoras, regula todas las actividades conscientes e inconscientes que sostienen y motivan nuestra vida.
El desequilibrio mental básicamente no es un mal funcionamiento cerebral, a pesar de que una enfermedad o accidente pueden perturbar la correcta actividad cerebral. Lo que provoca el desequilibrio mental conduce a una similitud en los procesos de razonamiento muy parecidos a los que se dan durante la infancia.
Muchas sustancias naturales o artificiales, tanto ingeridas como aplicadas o en contacto sobre la piel o inhaladas, etc., pueden producir reacciones emocionales de distinta intensidad en el individuo sin que este lo perciba. Ejemplos son: antimicóticos, perfumes, azúcares, disolventes, serrín, polvo, colesterol.
Deficiencias debidas a diversas causas se manifiestan individualmente, como por ejemplo el síndrome de Korsakoff que se presenta con síntomas graves de amnesia anterógrada y amnesia retrógrada.
Factores ambientales como los cambios en las rutinas, en el calendario, el trabajo por turnos, los cambios de la temperatura, las variaciones en los niveles de humedad, el cambio de las horas de luz diarias, etc, producen desequilibrios que pueden llegar a la patología. Además de gobernar el estado de ánimo, pueden agravar las afecciones de salud, como las congestiones, las enfermedades del corazón o las afecciones digestivas. Todos estos cambios ambientales los controla la glándula pineal, la cual segrega melatonina, hormona responsable del control biológico y las emociones, por ejemplo es difícil concentrarse cuando se está cansado y eso aumenta la posibilidad de errores o accidentes. Esta situación podría constituir un riesgo para la persona y los que la rodean.
La privación del sueño, por ejemplo, afecta adversamente la función cerebral. Un estudio realizado en el 2000 por la Escuela de Medicina y el Sistema de Salud de Asuntos de Veteranos en San Diego (California) usó tecnología de imagen por resonancia magnética funcional para monitorear la actividad en el cerebro de un grupo de sujetos privados de sueño que desempeñaban tareas sencillas de aprendizaje verbal. El estudio permitió descubrir que algunas regiones de la corteza prefrontal del cerebro presentaban un mayor nivel de actividad en sujetos más somnolientos. Según la tarea, el cerebro intentaba compensar los efectos adversos causados por la falta de sueño activando otras áreas de la corteza cerebral. El lóbulo temporal, el cual es la región implicada en procesamiento de lenguaje, estaba activado durante el aprendizaje verbal en los sujetos que sí habían descansado, pero no en los sujetos que no habían dormido. El lóbulo parietal, el cual no se activa durante ejercicios verbales en los que descansaron, era más activo en quienes no habían dormido. Mientras que el desempeño memorístico fue menos eficiente con la privación de sueño, se observó que había una asociación entre una mayor actividad en la región parietal y un mejor nivel de memoria.
En 2001, un estudio del Instituto Médico de Chicago manifestó que la privación de sueño puede vincularse con enfermedades graves, como por ejemplo las cardiopatías y trastornos mentales como la psicosis y el trastorno bipolar. Estudios con animales sugieren que la privación de sueño genera un incremento de hormonas del estrés, lo cual puede reducir la producción de células nuevas en cerebros adultos.
La actividad de la corteza cerebral puede medirse en la superficie del cuero cabelludo en forma de ondas de bajo voltaje registradas en el electroencefalograma o E.E.G. En el sueño profundo o en estado de coma, aparecen ondas lentas de actividad eléctrica a lo largo de toda la corteza, entre una y tres ondas por segundo, manteniéndose el nivel de excitación por debajo de lo necesario para la conciencia despierta. Si el individuo dormido se va despertando, la formación reticular incrementa el nivel de excitación cortical hasta que en el sueño liviano las ondas surgen con mayor rapidez en el encéfalo, entre seis y siete ondas por segundo. Cuando se llega a un estado de consciencia despierta, las ondas alcanzan el ritmo alfa de ocho a trece ondas por segundo y cuando existe un nivel completo de vigilia se observa un esquema difuso y entrecortado de actividad eléctrica o patrón de alerta.
Este esquema entrecortado de actividad eléctrica de la corteza muestra que las células están profundamente involucradas en el proceso de la información que proviene de los sentidos y de las otras partes del encéfalo. Aquí se construyen las sensaciones, los sentimientos, las ideas, los pensamientos y las imágenes que aparecen en nuestra conciencia y que forman el mundo personal de cada individuo.
Todavía no se conoce suficientemente como surgen los cambios desde los tan complejos esquemas eléctricos en los grupos celulares hasta las sensaciones y sentimientos de la conciencia. Lo que se conoce, sin embargo, es que si estas células se lesionan o se alteran los esquemas, la calidad de la conciencia se modifica.
El encéfalo funciona por esquemas extractados de la información recibida de los sentidos y creando modelos de lo que le parece que es el mundo. El encéfalo puede ponerse a funcionar de distintas maneras y cada una produce un mundo interior diferente. Tales modelos son constantemente puestos al día con informaciones nuevas que llegan al encéfalo desde el mundo exterior, de modo que se crea un mundo de informaciones cambiantes como la Wikipedia. A veces es posible «engañar» al cerebro o se «autoengaña» (véase el artículo psique) y así el mundo exterior no coincide con el cuadro interior de imágenes, sonidos, recuerdos, percepciones, como ocurre por ejemplo en la sinestesia y las ilusiones visuales.
No hay un mundo real exterior; para cada individuo solamente existe el mundo que el cerebro construye. Los distintos cerebros (por ejemplo los del hombre y otros vertebrados) están adaptados evolutivamente de forma diferente y reaccionan diferente ante el mismo estímulo o reaccionan a distintos estímulos y situaciones. El cerebro de los anfibios por ejemplo, reacciona y experimenta una gran actividad ante movimientos en forma de mota, como serían los de los pequeños insectos voladores de los cuales se alimentan.
- En el cinematógrafo, la persistencia de la visión retiniana o persistencia óptica, junto al fenómeno phi, es lo que aprovecha la técnica cinematografía para crear la ilusión de movimiento. Esta característica, hace que cualquier imagen vista se grabe en la retina por un corto tiempo (de aproximadamente 0,1 segundos). Al colocar un objeto frente a la vista y retirarlo rápidamente, cualquier persona que este mirándolo lo sigue viendo, porque el cerebro retiene la impresión de la luz. Esta impresión es notoria al mirar por un momento una fuente de luz como el sol y luego apartar la vista.
- La Glándula pineal se activa y produce melatonina cuando no hay luz, además controla el inicio de la pubertad y podría influir en los ritmos circadianos.

## El cerebro y sus mensajeros

Estructura básica de un aminoácido

Entre las importantísimas revoluciones científicas del siglo XX hay dos especialmente prometedoras por sus posibilidades de esclarecer y hacer comprensible el misterio de la consciencia. Una de estas revoluciones es el descubrimiento de nuevos grupos de drogas que producen efectos extraordinarios en la mente relacionados con su parecido químico a los neurotransmisores; la otra es que, de pronto, hemos empezado a comprender el funcionamiento molecular y celular del cerebro humano.
¿De dónde salen los neurotransmisores?, ¿cómo pasan los neuropéptidos a través de la membrana presináptica a la hendidura?, ¿qué le pasa al neurotransmisor que queda «flotando» en la hendidura sináptica? A todas estas preguntas intenta hallar respuesta la neurobiología (véase el artículo). No hay respuestas del todo claras pero ya sabemos algunos detalles.
Existen muchos neurotransmisores, hasta la fecha se han descubierto unos 26 pero seguramente se descubrirán muchos más. Entre los neurotransmisores más importantes se encuentran el glutamato (Glu); que es el origen de muchos de los otros neurotransmisores, el ácido gamma-aminobutírico (GABA) y la acetilcolina (Ach) encargada de las transmisiones musculares y que ésta allí donde se necesita una transmisión rápida. La sintetización de los neurotransmisores se produce a partir de sustancias conocidas como precursores, normalmente aminoácidos no proteicos que suministra la alimentación corriente. Los neurotransmisores y los precursores cerebrales, evolutivamente derivan de las hormonas y enzimas empleadas por animales sencillos, para otras funciones que no eran neurológicas, como la activación del sistema nervioso ante los estímulos (facilitar la digestión, frío, calor, sed, cambios de presión, etc.) o desencadenar la conducta sexual.
Las neurohormonas son neurotransmisores que se comportan como hormonas. El caso más evidente son las catecolaminas, formadas en las glándulas suprarrenales.
Los neurotransmisores son sintetizados en el retículo endoplásmico rugoso del soma de la célula, siguiendo las instrucciones del mRNA. Casi todos los medicamentos hechos para alterar la química cerebral, como los antipsicóticos o los que inhiben los efectos del mal de Parkinson no son neurotransmisores sino precursores. En el caso de las VND, los neuropéptidos son sintetizados en el aparato RER y empacados en el aparato de Golgi, de ahí son transportados por el axón hasta el botón terminal, a través de los microtúbulos. Los neurotransmisores de las vesículas claras, por otra parte, son elaborados en el citoplasma del botón axonal por enzimas especializadas, transportados y colocados dentro de la vesícula por proteínas transportadoras y colocados dentro de vesículas cuya membrana posee cierta afinidad con proteínas llamadas SNARE. No se sabe bien todavía si las células gliales almacenan información o si solo sirven para apoyar y nutrir a las neuronas, se especula que las células neuronas, son células que enlazan distintas partes del cerebro, pero no acumulan información. En cualquier caso, las neuronas presentan no uno, sino varios y diversos receptores especializados, que también se encuentran en distintas partes del cuerpo, en las terminaciones nerviosas de los diversos órganos (corazón, hígado, páncreas, piel, etc.). Difieren en el caso de los receptores cerebrales, en que algunos solo reaccionan a neurotransmisores específicamente encontrados en el cerebro, mientras que en todo el cuerpo, por ejemplo, se pueden encontrar receptores para la adrenalina.
Los neurotransmisores implicados en la función del sistema extrapiramidal, al cual pertenece el sistema reticular, son dopamina, serotonina, acetilcolina y ácido gamma-aminobutírico.

## Drogas y cerebro

Estructura química de la cocaína

El estudio del cerebro ha puesto al descubierto que, el funcionamiento del mismo, está parcelado en regiones cerebrales especializadas, para el proceso de neurotransmisores, provenientes de distintas fuentes y por estímulos concretos. Un mismo neurotransmisor ubicado en dos regiones diferentes, tiene una consecuencia distinta. El entramado biológico que se asigna para detectar la información, cuando proviene de una u otra fuente es diferente. Las fuentes de esta información principalmente son dos:
- Nuestro cuerpo: contamos con el par consciente/inconsciente.
- Nuestro entorno: contamos con los sentidos.

Los fármacos modifican la experiencia del individuo por la influencia que ejercen sobre el encéfalo, en los receptores. Debido a su parecido electroquímico con los neurotransmisores, distintos fármacos se acoplan a sus receptores específicos.
Los fármacos, como los neurotransmisores: Modifican el número de percepciones de los sentidos, aumentando o disminuyendo la cantidad de percepciones. Modifican la profundidad de la sensación, dándole o quitándole importancia. Cambian la respuesta del cuerpo. Resultando en el cambio de nivel arousal.
- Los barbitúricos, fármacos utilizados para dormir, deprimen la actividad de la formación reticular y hacen más lento el intercambio de información entre las células de la corteza, produciendo sueño y aumentando los tiempos de reacción.
- Las anfetaminas, la cocaína y la cafeína estimulan la actividad de la formación reticular permitiendo pensar más rápidamente y más claramente. Aun cuando su uso sea perjudicial.
- Los tranquilizantes amortiguan la acción del sistema límbico, la parte del encéfalo donde se producen las emociones.
- El LSD y otros fármacos alucinógenos afectan el modo de transferencia de información entre las células, permitiendo que surjan nuevos patrones de actividad cerebral y creando así nuevas experiencias, muchas de las cuales no ocurrirían en condiciones normales de funcionamiento del encéfalo. ya que como dijimos, el entramado biológico que se asigna para procesar la información, cuando proviene de una u otra parte, es distinto. Un ejemplo de este tipo de alteraciones es la sinestesia.
- Los antidepresivos afectan al mesencéfalo, área que también controla el humor o estado de ánimo.

En todos estos casos, se experimenta un mundo distinto por las modificaciones del funcionamiento cerebral inducidas por los fármacos. La forma de actuar de los neurotransmisores no es comprendida en todos ellos aún. Algún neurotransmisor es antagonista con otro neurotransmisor, otro neurotransmisor solo reacciona antagónicamente ante dos o más neurotransmisores. Otros no tienen función antagónica sino que son catalizadores. Otros presentan función agonista. Otros deben alcanzar una cierta cantidad de concentración para influir, algunos neurotransmisores son a la vez activadores e inhibidores, etc. En un sistema de influencias e interacciones entre varias partes del encéfalo, y aun del resto del cuerpo, similar a la lógica del lenguaje matemático de las computadoras y a la regulación de los circuitos electrónicos y redes de fluidos.
A comienzos del siglo XX solían emplearse los barbitúricos para calmar la excitación de las funciones mentales; en dosis elevadas adormecían al usuario. Aspecto inconveniente y peligroso a veces, que parecía inevitable a cualquier tranquilización inducida por químicos. La introducción en 1960 de sustancias basadas en la benzodiazepina, como el valium común, para el tratamiento de la ansiedad, que no tienen esta característica de producir somnolencia, suscitó importantes preguntas sobre el funcionamiento del cerebro.
El hecho de que mitiguen la ansiedad sin causar mucha sedación, sugiere que, en el cerebro, el sistema de alerta, difiere del sistema de ansiedad. Los barbitúricos y las benzodiazepinas han proporcionado sondas químicas que los científicos pueden usar para distinguir entre esas dos funciones y estudiarlas por separado.
La clorpromazina, un antihistamínico que actúa sobre el circuito de la dopamina, y en una variedad de receptores en el sistema nervioso central, es, en sus efectos, anticolinérgica, antidopaminérgica, antihistamínica, y débilmente antiadrenérgica. Sus propiedades antidopaminérgicas pueden causar síntomas extrapiramidales como acatisia o distonía, y se sabe que causa discinesia tardía. Bloquea además de D2, los receptores α1 y α2, en los que es cardiotóxico, y H1 que conlleva aumento de peso, H2, y en ambos M1 y M2 produciendo visión borrosa e hipertensión ocular.
Otras técnicas menos energéticas, como la hipnosis, pueden modificar el mundo percibido produciendo en el sujeto una disociación entre diferentes aspectos de la conciencia. Así, por ejemplo, no sentirá una aguja clavada profundamente en la piel, y puede inducírsele para que vea imágenes seleccionadas de una revista. Pero la paradoja que surge es que tiene que reconocerlas y rechazarlas para «no verlas», lo que demuestra la separación de las distintas partes de la conciencia.

## Problemas neurofisiológicos de la consciencia
Las neurosis, en referencia a los trastornos sensoriales y motores causados por enfermedades del sistema nervioso son un término que abarca un gran número de patologías.
La alienación, por ejemplo, causada en el individuo por la imposibilidad de analizar su situación, es un proceso morboso relacionado con un tipo de neurosis. Los casos más severos de alienación se caracterizan por una completa ausencia de relaciones sociales, comportamiento extremadamente repetitivo, inusual, auto dañino y agresivo. La neurosis por alienación puede clasificarse de diversas formas, como un desorden en el desarrollo neurológico o un desorden en el aparato psíquico.
Cuando se observan patrones crónicos de mala adaptación similares a una neurosis, es posible que se trate de un trastorno de personalidad. Para identificar las neurosis, existen distintas pruebas psicológicas. Los trastornos de personalidad se incluyen entre los trastornos mentales y de comportamiento permanentes.
La alteración de la conciencia es una constante que aparece en la mayoría de los problemas psiquiátricos y en gran cantidad de problemas médicos. En su estado normal, la consciencia permite al sujeto dar una respuesta apropiada a los estímulos sensitivos y sensoriales. Notablemente a las más complejas: los estímulos verbales, como escuchar y las espaciales, como conducir. Difiere de la vigilia, en que la vigilia depende tan solo del sistema reticulado y que la vigilia, es la capacidad del sistema nervioso de adaptarse a una situación nueva. Los factores causales más comunes incluyen: Trauma, accidentes cardiovasculares, drogas y otros envenenamientos, fiebre, desórdenes metabólicos, meningitis, infecciones, tumores cerebrales, desórdenes convulsivos, descompensación cardiaca.
Por actividad motora disminuida:
- Coma. Es el más grave de los problemas de la consciencia y de la vigilia. Altera de forma más o menos total las funciones de relación. Un enfermo en coma puede no reaccionar ni a estímulos nociceptivos (que provocan una agresión dolorosa de los tejidos, por ejemplo pincharlos o perforarlos).
- Estupor. Abarca desde un estado en el cual la persona no reacciona sino a los estímulos simples: su nombre, ruido, luz fuerte, sacudir al sujeto... hasta un enfermo que no reacciona frecuentemente más que a estímulos nociceptivos (que provocan una agresión dolorosa de los tejidos, por ejemplo pincharlos o perforarlos).
- Obnubilación. Es un estado menos severo, la persona responde correctamente a las órdenes complejas (ejecuta órdenes escritas, realiza cálculo mental…), pero con lentitud, fatiga o bastante dificultad de concentración.
- Confusión mental. Es una alteración global y aguda de las funciones psíquicas, cuyas causas orgánicas o psíquicas son múltiples.

Por actividad motora incrementada:
- Excitación
- Manía
- Delirio

### Evaluación del estado de conciencia
Los estados de conciencia son estudiados por la psiquiatría, la psicología, la neurología y la medicina, y experimentados, o al menos se trata de inducirlos, por las drogas, la privación del sueño, la meditación, el yoga... La evaluación de la conciencia se hace en tres etapas:
- Ausencia/presencia de conciencia:

Si la persona habla o se mueve espontáneamente, determinamos la presencia de consciencia; es decir, la persona está consciente. En caso contrario, el contacto físico como cogerle de la mano y hablarle de forma clara para obtener algún tipo de respuesta nos ayudará a determinar su estado de ausencia.
- Cualidad de conciencia:

Para evaluar su cualidad de consciencia, se le hace una serie de preguntas simples y de fácil entendimiento para determinar si:
- habla de manera coherente (sabe dónde está, conoce la fecha...)
- habla de manera coherente pero desorientada, es decir, presenta una pérdida de conciencia inicial
- habla de manera incoherente o incomprensible
- está somnolienta y no reacciona más que a la palabra o al tacto

- Cualidad de inconsciencia:

En caso de inconsciencia y para evaluar los daños que pueda tener el paciente; tratamos de obtener alguna respuesta física pellizcándole el brazo por si éste reacciona. Un enfermero procederá a otros estímulos y prueba de reflejos para profundizar en el balance neurológico.

### Alteración de la conciencia
La alteración de la conciencia es un síntoma. El caso más grave es el de la parada cardiorrespiratoria, que requiere avisar rápidamente a los servicios de socorro y emprender una reanimación cardiopulmonar.
Si la persona no reacciona pero respira, se tienen que proteger sus vías aéreas, poniéndola en posición lateral de seguridad, esperando poder determinar la causa de este estado.
Si la persona está consciente pero presenta trastornos de la conciencia: somnolencia fuera del ritmo natural del sueño, palabras incoherentes o incomprensibles, cambios de humor rápidos e incomprensibles, actitud agresiva... es necesario llamar a los equipos de emergencia y describirles el estado de la persona, y después seguir sus consejos.

## El consciente y el subconsciente

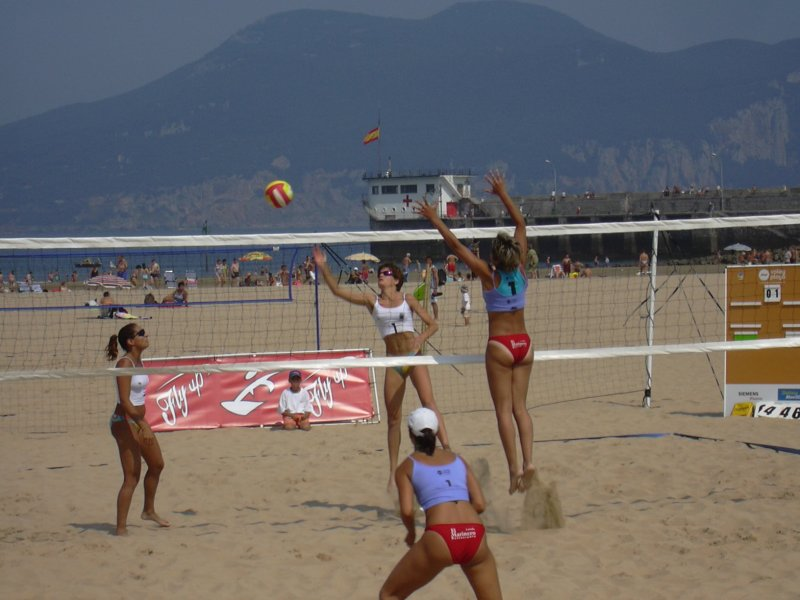
Campeonato de España de Vóley playa 2004 (Laredo, Cantabria). La predisposición tendenciosa de la psiquis, comúnmente, es beneficiosa para el individuo evolutivamente.

Podemos decir que la conciencia está formada por la psiquis o consciencia y por el subconsciente o inconsciente. Aun cuando esta diferenciación es solo de conveniencia.
El encasillamiento de la palabra conciencia a su significado religioso en la Iglesia católica y por extensión, en las religiones cristianas, mayoritarias para el mundo hispánico, ha influido también. En otras épocas y otras culturas se ha identificado a la conciencia, con la voz de los dioses, la Virgen María, el corazón (me lo dice el corazón), los ángeles, los espíritus de los muertos, el déjà vu, la premonición, la precognición, el mundo mágico, y el subconsciente.
Las formas del arte pueden contemplarse además como una expresión de la conciencia y pueden a su vez afectar el desarrollo de la cultura de la cual emergen. Cada generación será el producto de miles de mentes y ejercerá asimismo su influencia sobre la generación que la sigue. Los sueños como actividades cerebrales, son también procesos de la consciencia. La actividad de la conciencia o mundo interior, puede contribuir a explicar porque no somos iguales a nuestros antepasados y porqué solemos decir que tenemos una mente única, distintas opiniones y emociones variables.
Los lóbulos frontales y los lóbulos temporales de ambos hemisferios cerebrales parecen los encargados de ejercer las actividades especializadas, del pensamiento. No resulta fácil discernir las diferencias entre los dos hemisferios. Se sabe que durante el sueño el «hemisferio mudo» y el «hemisferio ciego» intercambian información.

### Consciente
Uno de los nombres de la psiquis (véase). Hay confusión en los términos conciencia y consciencia, cuando en un principio son originados del latín conscientia. Se emplea el término «consciencia», en muchas traducciones de otros idiomas y como un término opuesto a inconsciente o subconsciente, para nombrar a determinadas funciones de la conciencia, sobre todo las relativas al raciocinio o entendimiento. así, se habla de estar consciente en oposición a perder el sentido, o de estados de consciencia.
El hemisferio izquierdo utiliza los mecanismos convencionales para el análisis de los pensamientos que utiliza la consciencia.
S.N.C (sistema nervioso central)

### Subconsciente
El inconsciente o subconsciente, o las «funciones inconscientes», es una parte de la mente que los psiquiatras consideran que ejerce una influencia importante en la conducta. Sigmund Freud fue el primero en difundir que las experiencias de la infancia, aparentemente olvidadas, se almacenan en el inconsciente y son responsables de muchos de los pensamientos y acciones del adulto.
Se admite generalmente que el mundo interior de la mente del adulto depende de la complejidad de la información que el encéfalo recibe durante la infancia. la información recibida por el encéfalo contribuye a formar los elementos conscientes o inconscientes de la mente. los trastornos o irregularidades que se experimentan en estas primeras etapas del desarrollo pueden influir en el contenido de la conciencia o sobre el inconsciente. Estas modificaciones pueden manifestarse por sí mismas como emociones beneficiosas, que pueden no obstante expresarse por ejemplo, a través de conductas antisociales. La conciencia parece trazar una línea entre los sentimientos de la que pueden resultar acciones buenas o malas.
La ontogénesis del cerebro humano le capacita para poder alterar las funciones mentales innatas con datos incorporados como condicionantes en su forma de interpretar la realidad. Estos datos son los recibidos por los sentidos, la educación, información exterior etc.
En la práctica podemos dar por buenos ciertos datos y datos falsos. Los primeros, además, pasarlos por alto en la parte consciente del cerebro y no entender desde nuestra parte consciente como es posible que el resultado final no sea el planteado en su origen. La razón: nuestro parte inconsciente aporta su propia conclusión, a partir de todos esos datos obviados por la parte consciente.
El inconsciente, no racionaliza la idea, no emplea el razonamiento lógico, condicionando los resultados obtenidos por los datos que aportan nuevos enlaces. Como norma general esos datos son sensaciones y percepciones que damos por buenas.
La mente inconsciente percibe el entorno de distinta manera que la mente consciente. Esto provoca que la conciencia, de la cual forman parte el subconsciente, perciba algo y se almacene en la memoria. Por ejemplo, procesado por la conciencia, el pensamiento inconsciente o pensamientos que provienen del instinto, se dan en los sueños con más facilidad debido a la menor rigidez de las constricciones lógicas durante el mismo. Nuestro cerebro nos está informando de algo que piensa, pero no lo pensó conscientemente en el momento adecuado y simplemente nos advierte aleatoriamente en un momento en el cual estamos relajados y nuestro pensamiento fluye pausadamente y con menos barreras. Durante el sueño, esa situación que pasó inadvertida, quizá porque no nos pareció trascendente o quizá porque ya de antemano teníamos tomada otra decisión consciente, se reelabora y nos prepara almacenándola en el recuerdo, aunque nunca haya sucedido y sea solo una ideación subconsciente. Lo cual es un aprendizaje para cuando llegue la ocasión, una respuesta preconcebida y aprendida.
Muchas de las actividades atribuidas al inconsciente son propias del hemisferio cerebral derecho, que procesa la información mayoritariamente usando el método de síntesis, componiendo la información a partir de sus elementos, reuniéndolos en un conjunto, un hemisferio integrador centro de las facultades visoespaciales no verbales, especializado en sensaciones, sentimientos, prosodia y habilidades espaciales; habilidades visuales y sonoras no del lenguaje como las artísticas y musicales. Concibe las situaciones y las estrategias del pensamiento de una forma total. Integra varios tipos de información (sonidos, imágenes, olores, sensaciones) y los transmite como un todo. El método de elaboración utilizado por el hemisferio derecho se ajusta al tipo de respuesta inmediata que se requiere en los procesos visuales y de orientación espacial.